# 21087 Петсімпаллас
21087 Петсімпаллас (21087 Petsimpallas) — астероїд головного поясу, відкритий 30 січня 1992 року.
Тіссеранів параметр щодо Юпітера — 3,326.
Названо на честь німецького натураліста Петер-Симон Палласа